# Municipio de Marshfield (Misuri)
El municipio de Marshfield (en inglés: Marshfield Township) es un municipio ubicado en el condado de Webster en el estado estadounidense de Misuri. En el año 2010 tenía una población de 7024 habitantes y una densidad poblacional de 299,34 personas por km².

## Geografía
El municipio de Marshfield se encuentra ubicado en las coordenadas 37°20′45″N 92°54′14″O / 37.34583, -92.90389. Según la Oficina del Censo de los Estados Unidos, el municipio tiene una superficie total de 23.47 km², de la cual 23.43 km² corresponden a tierra firme y (0.17%) 0.04 km² es agua.

## Demografía
Según el censo de 2010, había 7024 personas residiendo en el municipio de Marshfield. La densidad de población era de 299,34 hab./km². De los 7024 habitantes, el municipio de Marshfield estaba compuesto por el 96.54% blancos, el 0.37% eran afroamericanos, el 0.8% eran amerindios, el 0.14% eran asiáticos, el 0.03% eran isleños del Pacífico, el 0.44% eran de otras razas y el 1.68% pertenecían a dos o más razas. Del total de la población el 1.75% eran hispanos o latinos de cualquier raza.